# Calendrier de la saison de cyclo-cross féminine 2010-2011
Navigation
2009-2010 2011-2012
La saison féminine de cyclo-cross 2010-2011 a débuté en septembre 2010 et s'est terminée en février 2011.

## Calendrier

### Septembre
| Date | Épreuve                                                       | Cat. | Vainqueur         | Équipe                         |
| ---- | ------------------------------------------------------------- | ---- | ----------------- | ------------------------------ |
| 11   | Nittany Lion Cross, Breinigsville                             | CW   | Laura Van Gilder  | C3 - Athletes Serving Athletes |
| 18   | Star Crossed Cyclocross, Redmond                              | CW   | Kateřina Nash     | Luna Pro Team                  |
| 18   | Schoolhouse Cyclocross, Williston                             | CW   | Sally Annis       | Crossresults.com               |
| 18   | Charm City Cross 1, Baltimore                                 | CW   | Laura Van Gilder  | C3 - Athletes Serving Athletes |
| 19   | Rad Racing Grand Prix, Lakewood                               | CW   | Kateřina Nash     | Luna Pro Team                  |
| 19   | Catamount Grand Prix, Williston                               | CW   | Andrea Smith      |                                |
| 19   | Charm City Cross 2, Baltimore                                 | CW   | Laura Van Gilder  | C3 - Athletes Serving Athletes |
| 22   | Cross Vegas, Las Vegas                                        | CW   | Kateřina Nash     | Luna Pro Team                  |
| 25   | USGP of Cyclocross Planet Bike Cup 1, Sun Prairie             | CW   | Katherine Compton | Planet Bike-Stevens Bikes      |
| 25   | The Nor Easter Cyclocross at Loon Mountain, Lincoln           | CW   | Laura Van Gilder  | C3 - Athletes Serving Athletes |
| 26   | Ellison Park Cyclocross, Rochester                            | CW   | Natasha Elliott   | Garneau Club Chaussure-Ogilvy  |
| 26   | USGP of Cyclocross Planet Bike Cup 2, Sun Prairie             | CW   | Katherine Compton | Planet Bike-Stevens Bikes      |
| 26   | Grote Prijs Neerpelt Wisseltrofee Eric Vanderaerden, Neerpelt | CW   | Sanne van Paassen | BrainWash                      |

### Octobre
| Date | Épreuve                                                      | Cat. | Vainqueur                | Équipe                         |
| ---- | ------------------------------------------------------------ | ---- | ------------------------ | ------------------------------ |
| 2    | Krosstoberfest Weekend 1, San Dimas                          | CW   | Teal Stetson-Lee         | California Giant Berry Farms   |
| 2    | Grand Prix of Gloucester 1, Gloucester                       | CW   | Laura Van Gilder         | C3 - Athletes Serving Athletes |
| 3    | Grand Prix of Gloucester 2, Gloucester                       | CW   | Meredith Miller          | California Giant-Specialized   |
| 3    | Krosstoberfest Weekend 2, San Dimas                          | CW   | Teal Stetson-Lee         | California Giant Berry Farms   |
| 3    | Trophée GvA #1 - Cyclocross International de Namur, Namur    | CW   | Sanne van Paassen        | BrainWash                      |
| 8    | Darkhorse Cyclo-Stampede International Cyclocross, Covington | CW   | Katherine Compton        | Planet Bike-Stevens Bikes      |
| 9    | Lionhearts International Cyclocross, Middletown              | CW   | Katherine Compton        | Planet Bike-Stevens Bikes      |
| 9    | Providence Cyclocross 1, Providence                          | CW   | Sally Annis              | Crossresults.com               |
| 10   | Harbin Park International, Cincinnati                        | CW   | Katherine Compton        | Planet Bike-Stevens Bikes      |
| 10   | Providence Cyclocross 2, Providence                          | CW   | Meredith Miller          | California Giant-Specialized   |
| 16   | Granogue Cross 1, Wilmington                                 | CW   | Laura Van Gilder         | C3 - Athletes Serving Athletes |
| 16   | Toronto International Cyclo-Cross 1, Toronto                 | CW   | Katy Curtis              |                                |
| 17   | Toronto International Cyclo-Cross 2, Toronto                 | CW   | Natasha Elliott          |                                |
| 17   | Granogue Cross 2, Wilmington                                 | CW   | Laura Van Gilder         | C3 - Athletes Serving Athletes |
| 17   | Coupe du monde #1, Aigle                                     | CDM  | Katherine Compton        | Planet Bike-Stevens Bikes      |
| 23   | USGP of Cyclocross - Derby City Cup 1, Louisville            | CW   | Georgia Gould            |                                |
| 23   | Downeast Cyclocross Day 1, New Gloucester                    | CW   | Sally Annis              | Crossresults.com               |
| 24   | Downeast Cyclocross Day 2, New Gloucester                    | CW   | Sally Annis              | Crossresults.com               |
| 24   | USGP of Cyclocross - Derby City Cup 2, Louisville            | CW   | Georgia Gould            |                                |
| 24   | Coupe du monde #2, Plzeň                                     | CDM  | Sanne van Paassen        | BrainWash                      |
| 26   | Nacht van Woerden, Woerden                                   | CW   | Daphny van den Brand     | ZZPR.nl                        |
| 30   | Beacon Cross, Bridgeton                                      | CW   | Deidre Winfield          |                                |
| 30   | Boulder Cup C2 Cyclocross, Boulder                           | CW   | Katherine Compton        | Planet Bike-Stevens Bikes      |
| 31   | Boulder Cup C1 Cyclocross, Boulder                           | CW   | Georgia Gould            |                                |
| 31   | Zonhoven                                                     | CW   | Daphny van den Brand     | ZZPR.nl                        |
| 31   | Internationales Radquer Steinmaur, Steinmaur                 | CW   | Jasmin Achermann         |                                |
| 31   | HPCX, Jamesburg                                              | CW   | Laura Van Gilder         | C3 - Athletes Serving Athletes |
| 31   | Challenge la France Cycliste de Cyclo-Cross 1, Saverne       | CW   | Christel Ferrier-Bruneau | Vienne Futuroscope             |

### Novembre
| Date | Épreuve                                                    | Cat. | Vainqueur                | Équipe                         |
| ---- | ---------------------------------------------------------- | ---- | ------------------------ | ------------------------------ |
| 1    | Trophée GvA #2 - Koppenbergcross, Oudenaarde               | CW   | Helen Wyman              | Kona                           |
| 6    | Dam Cross Weekend - Los Angeles Day 1, Los Angeles         | CW   | Susan Butler             |                                |
| 6    | The Cycle-Smart International 1, Northampton               | CW   | Laura Van Gilder         | C3 - Athletes Serving Athletes |
| 7    | The Cycle-Smart International 2, Northampton               | CW   | Laura Van Gilder         | C3 - Athletes Serving Athletes |
| 7    | Dam Cross Weekend - Los Angeles Day 2, Los Angeles         | CW   | Susan Butler             |                                |
| 7    | Championnat d'Europe de cyclo-cross, Francfort-sur-le-Main | CC   | Daphny van den Brand     | Pays-Bas                       |
| 11   | Cyclocross Nommay - Nommay                                 | CW   | Hanka Kupfernagel        | Itera-Stevens                  |
| 11   | Jaarmarktcross Niel, Niel                                  | CW   | Helen Wyman              | Kona                           |
| 13   | USGP of Cyclocross - Mercer Cup 1, Fort Collins            | CW   | Kateřina Nash            | Luna Pro Team                  |
| 14   | USGP of Cyclocross - Mercer Cup 2, Fort Collins            | CW   | Katherine Compton        | Planet Bike-Stevens Bikes      |
| 20   | North Carolina Grand Prix - Race 1, Hendersonville         | CW   | Ashley James             |                                |
| 21   | Gavere                                                     | CW   | Sanne van Paassen        | BrainWash                      |
| 21   | Internationales Döhlauer Crossrennen, Döhlau               | CW   | Pavla Havlíková          |                                |
| 21   | Challenge la France Cycliste de Cyclo-cross 2, Miramas     | CW   | Christel Ferrier-Bruneau | Vienne Futuroscope             |
| 21   | North Carolina Grand Prix - Race 2, Hendersonville         | CW   | Ashley James             |                                |
| 21   | Kansai Cyclo-Cross Makino Round, Makino                    | CW   | Ayako Toyooka            |                                |
| 26   | Jingle Cross Rock - Rock 1, Iowa City                      | CW   | Meredith Miller          | California Giant-Specialized   |
| 27   | Jingle Cross Rock - Rock 2, Iowa City                      | CW   | Meredith Miller          | California Giant-Specialized   |
| 27   | Baystate Cyclocross 1, Sterling                            | CW   | Laura Van Gilder         | C3 - Athletes Serving Athletes |
| 27   | Coupe du monde #3, Coxyde                                  | CDM  | Katherine Compton        | Planet Bike-Stevens Bikes      |
| 28   | Jingle Cross Rock - Rock 3, Iowa City                      | CW   | Meredith Miller          | California Giant-Specialized   |
| 28   | Baystate Cyclocross 2, Sterling                            | CW   | Andrea Smith             |                                |

### Décembre
| Date | Épreuve                                                            | Cat. | Vainqueur                | Équipe                         |
| ---- | ------------------------------------------------------------------ | ---- | ------------------------ | ------------------------------ |
| 4    | USGP of Cyclocross - Portland Cup 1, Portland                      | CW   | Kateřina Nash            | Luna Pro Team                  |
| 4    | NBX Grand Prix 1, Warwick                                          | CW   | Sally Annis              | Crossresults.com               |
| 5    | USGP of Cyclocross - Portland Cup 2, Portland                      | CW   | Kateřina Nash            | Luna Pro Team                  |
| 5    | NBX Grand Prix 2, Warwick                                          | CW   | Laura Van Gilder         | C3 - Athletes Serving Athletes |
| 8    | Ciclocross del Ponte, Faè di Oderzo                                | CW   | Helen Wyman              | Kona                           |
| 12   | Challenge la France Cycliste de Cyclo-cross 3, Saint-Jean-de-Monts | CW   | Christel Ferrier-Bruneau | Vienne Futuroscope             |
| 12   | Grand Prix Wetzikon, Wetzikon                                      | CW   | Hanka Kupfernagel        | Itera-Stevens                  |
| 18   | Scheldecross, Anvers                                               | CW   | Hanka Kupfernagel        | Itera-Stevens                  |
| 19   | Coupe du monde #4, Kalmthout                                       | CDM  | Katherine Compton        | Planet Bike-Stevens Bikes      |
| 26   | Internationales Radquer Dagmersellen, Dagmersellen                 | CW   | Sabine Spitz             | Central Pro Team               |
| 26   | Coupe du monde #5, Heusden-Zolder                                  | CDM  | Katherine Compton        | Planet Bike-Stevens Bikes      |
| 29   | Trophée GvA #3 - Azencross, Wuustwezel                             | CW   | Marianne Vos             | Nederland Bloeit               |
| 31   | Grand Prix 5 Sterne Region, Beromünster                            | CW   | Sabine Spitz             | Central Pro Team               |

### Janvier
| Date | Épreuve                                            | Cat. | Vainqueur         | Équipe                    |
| ---- | -------------------------------------------------- | ---- | ----------------- | ------------------------- |
| 1    | Grand Prix Hotel Threeland, Pétange                | CW   | Marianne Vos      | Nederland Bloeit          |
| 2    | Cyclocross Tervuren, Tervuren                      | CW   | Hanka Kupfernagel | Itera-Stevens             |
| 15   | Kingsport Cyclocross Cup                           | CW   | Kimberly Flynn    | Scenic City Velo          |
| 15   | Gran Premio Mamma e Papa Guerciotti, Segrate       | CW   | Vania Rossi       | Centro Sportivo Esercito  |
| 16   | Coupe du monde #6, Pontchâteau                     | CDM  | Marianne Vos      | Nederland Bloeit          |
| 23   | Coupe du monde #7, Hoogerheide                     | CDM  | Katherine Compton | Planet Bike-Stevens Bikes |
| 30   | Championnats du monde de cyclo-cross, Saint-Wendel | CM   | Marianne Vos      | Pays-Bas                  |

### Février
| Date | Épreuve                                                      | Cat. | Vainqueur            | Équipe           |
| ---- | ------------------------------------------------------------ | ---- | -------------------- | ---------------- |
| 5    | Trophée GvA #4 - Krawatencross, Lille                        | CW   | Sanne Cant           | BKCP-Powerplus   |
| 13   | Internationale Cyclocross Heerlen Grote Prijs Heuts, Heerlen | CW   | Helen Wyman          | Kona             |
| 19   | Cauberg Cyclocross, Valkenburg aan de Geul                   | CW   | Marianne Vos         | Nederland Bloeit |
| 20   | Trophée GvA #5 - Internationale Sluitingsprijs, Oostmalle    | CW   | Daphny van den Brand | ZZPR.nl          |

## Championnats nationaux (CN)
| Nation                         | Élites femmes                    |
| ------------------------------ | -------------------------------- |
| Allemagne 8-9 janvier 2011     | Hanka Kupfernagel Itera-Stevens  |
| Autriche 9 janvier 2011        | Elke Riedl Oranier               |
| Belgique 8-9 janvier 2011      | Sanne Cant Team Ciclismo Mundial |
| Canada 7 novembre 2010         | Wendy Simms Ridley-FSA           |
| Croatie 16 janvier 2011        | Maja Marukić                     |
| Espagne 8-9 janvier 2011       | Aida Nuño Asturias               |
| États-Unis 11-12 décembre 2010 | Katherine Compton Planet Bike    |
| Finlande 10 octobre 2010       | Anna Lindström                   |
| France 8-9 janvier 2011        | Caroline Mani CC Étupes          |
| Grande-Bretagne 9 janvier 2011 | Helen Wyman Kona                 |
| Hongrie 9 janvier 2011         | Barbara Benko                    |

| Nation                              | Élites femmes                      |
| ----------------------------------- | ---------------------------------- |
| Irlande 9 janvier 2011              | Ciara McManus                      |
| Italie 9 janvier 2011               | Vania Rossi Centro Sportivo Eserci |
| Japon 12 décembre 2010              | Ayako Toyooka                      |
| Luxembourg 9 janvier 2011           | Christine Majerus                  |
| Pays-Bas 9 janvier 2011             | Marianne Vos                       |
| Pologne 9 janvier 2011              | Dorota Warczyk                     |
| République-tchèque 11 décembre 2010 | Kateřina Nash Luna Pro Team        |
| Slovaquie 11 décembre 2010          | Zuzana Vojtášová                   |
| Suède 13 novembre 2010              | Kajsa Snihs                        |
| Suisse 9 janvier 2011               | Jasmin Achermann Fischer-BMC       |

## Records de victoires

### Par cycliste
|    | Nom                  | Tot. | Équipe                         | CDM/CM | CW/CC | CN |
| -- | -------------------- | ---- | ------------------------------ | ------ | ----- | -- |
| 1  | Katherine Compton    | 13   | Planet Bike-Stevens Bikes      | 5      | 7     | 1  |
| 2  | Laura Van Gilder     | 12   | C3 - Athletes Serving Athletes | -      | 12    | -  |
| 3  | Kateřina Nash        | 7    | Luna Pro Team                  | -      | 6     | 1  |
| 4  | Marianne Vos         | 6    | Nederland Bloeit               | 2      | 4     | 1  |
| 5  | Sally Annis          | 5    | Crossresults.com               | -      | 5     | -  |
| -  | Meredith Miller      | 5    | California Giant-Specialized   | -      | 5     | -  |
| 7  | Hanka Kupfernagel    | 5    | Itera-Stevens                  | -      | 4     | 1  |
| -  | Helen Wyman          | 5    | Kona                           | -      | 4     | 1  |
| 9  | Sanne van Paassen    | 4    | BrainWash                      | 1      | 3     | -  |
| 10 | Daphny van den Brand | 4    | ZZPR.nl                        | -      | 4     | -  |

### Par pays
|   | Pays            | Vict. | CDM/CM | CW/CC |
| - | --------------- | ----- | ------ | ----- |
| 1 | États-Unis      | 48    | 5      | 43    |
| 2 | Pays-Bas        | 12    | 2      | 10    |
| 3 | Tchéquie        | 7     | -      | 7     |
| 4 | Allemagne       | 6     | -      | 6     |
| 5 | Grande-Bretagne | 4     | -      | 4     |